# Urugan Ioan
Delegat tituar al cercului electoral Acățari
Ioan Ugran (n.  1882, Cornățel – d. 3 iulie 1932, Sâncraiu de Mureș) A fost agricultor și fierarul comunei,mobilizat în armata austro-ungară – după 1918 a fost membru P.N.R apoi P.N.Ț ,membru în consiuliu de administrație al Băncii Populare ”Secerătorul” din Sâncraiu de Mureș .

## Date biografice
Locul și data nașterii:Cornățel jud Mureș 1882
Studii: șapte clase 
A fost agricultor și fierarul comunei,mobilizat în armata austro-ungară după 1918 a fost membru P.N.R apoi P.N.Ț ,membru în consiuliu de administrație al Băncii Populare ”Secerătorul” din Sâncraiu de Mureș.A decedat la Sâncraiu de Mureș,în 3 iulie 1932.